# Kagura (danza)
Il kagura (神楽? lett. "musica degli/per gli dei") è una danza sacra giapponese di forte componente sciamanica eseguita quando si fa un’offerta a un kami (神? lett. "dio") con lo scopo di ottenerne il favore in vari campi (salute, raccolti abbondanti, longevità, fertilità, ecc.): il dio viene invitato a occupare l’area sacra e quindi viene venerato con musica, canti e danze: la danza viene ancora oggi eseguita con periodicità annuale negli edifici omonimi
Il kagura si diffuse in Giappone attraverso varie forme; c’è una chiara distinzione tra le performance di kagura associate alla corte imperiale, conosciute come mikagura, e le performance eseguite al di fuori della corte imperiale, conosciuto come satokagura.

## La nascita mitologica
Le origini mitiche della danza kagura si fanno risalire all'episodio dell'apertura della caverna (岩戸開き?, iwato biraki): la dea del sole Amaterasu-ō-mi-kami (天照大御神?), indispettita dai ripetuti comportamenti ostili del fratello Susanoo (佐之男?), decise di rifugiarsi in una grotta, privando il mondo della luce. Gli dei caddero nella disperazione e si radunarono per decidere il da farsi: vennero fatti cantare gli uccelli "il cui verso annuncia che la vita continua", una divinità creò dei grappoli di gemme tornite, venne convocato un fabbro per forgiare uno specchio e altre due divinità fecero un oracolo divinatorio; venne poi allestito un arbusto su cui appendere i grappoli di gemme, lo specchio e dei nastri di tessuto, mentre una quarta divinità si nascose all'apertura della grotta. Infine:
(Finale del mito presente nel Kojiki, il 'resoconto degli antichi avvenimenti')

## La nascita storica

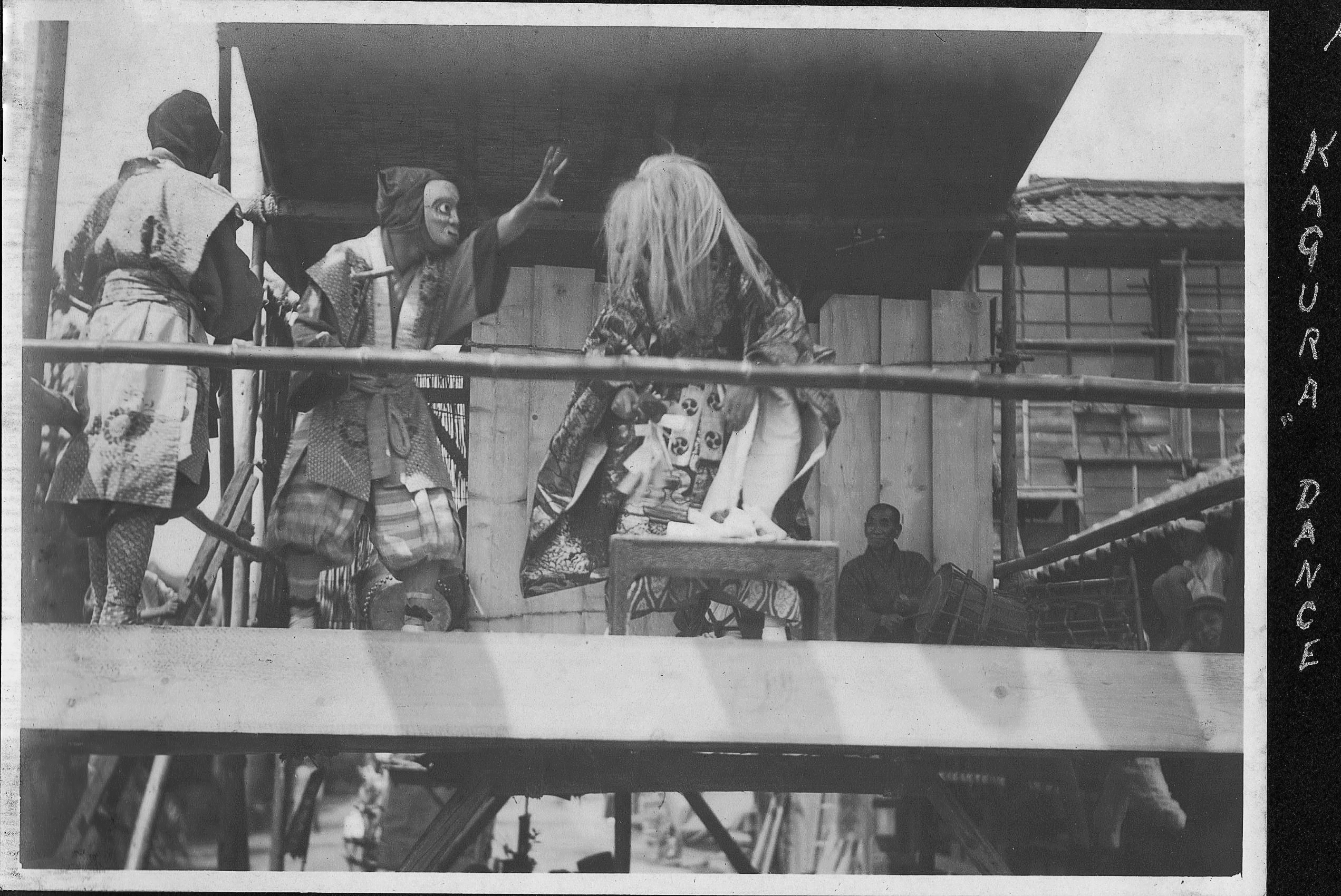
Danza Kagura nel 1914

Il mikagura nacque dall'unificazione di numerosi vecchi rituali del Palazzo Imperiale, principalmente il Chinkonsai per la pacificazione dello spirito dell’imperatore, il Kinkashin’en (琴歌神宴?), le offerte rituali a Palazzo Imperiale, il kagura del kaeridachi del festival Kamo, come pure i kagura primaverili e invernali di Iwashimizu Hachimangū. Il nome antico per mikagura era naishidokoro no mikagura e la pratica fu stabilita dall'imperatore Ichijō nel 1002, solamente dal 1098 la cerimonia divenne una ricorrenza annuale.

## I tipi di kagura
Esistono due tipi di kagura, secondo la suddivisione comunemente accettata dagli studiosi:
- il mikagura (御神楽?)
- il satokagura (里神楽?)

### Il Mikagura
Mikagura (御神楽?), in cui il suffisso “mi” altro non è che un appellativo onorifico, è il nome con cui viene definito un kagura eseguito a Corte. Come si evince da un documento del IX sec., all'epoca a Corte veniva definito “kagura” anche un rito di pacificazione degli spiriti, chinkon no gi (鎮魂の儀?) eseguito da alcune danzatrici del clan Sarume (猿女?), che si proclamavano discendenti della dea Ama-no-Uzume. Ciò farebbe supporre una stretta relazione tra questi rituali di pacificazione degli spiriti detti chinkonsai (鎮魂際, 'scuotimento degli spiriti') e utilizzati per rafforzare o guarire l'anima dell'Imperatore, e il mikagura.
Entrambi infatti, sia il mikagura che il chinkonsai, vengono eseguiti in inverno, il primo nel dodicesimo mese e il secondo nell'undicesimo mese come rito antecedente al niinamesai (新嘗祭? lett. "la prima offerta rituale del riso") (fatta dall'Imperatore alla progenitrice divina, la dea Amaterasu). Inoltre entrambi prevedono delle danze accompagnate dalla musica e canti rituali.

### Il Satokagura
È il nome con cui si distingue il kagura eseguito al di fuori della Corte da quello eseguito al suo interno (il nome significa 'kagura dei villaggi'). Dopo la restaurazione Meiji, il kagura è stato ampiamente praticato da cittadini comuni. La struttura, i contenuti e l'esecuzione sono profondamente diversi da regione a regione, risultando dunque molto più complesso del mikagura.
Generalmente il satokagura può essere suddiviso in quattro grandi gruppi:
- miko kagura (巫女神楽? lett. "kagura delle sacerdotesse"): È l'unico kagura eseguito interamente da donne, di solito nei santuari shintoisti o nei festival popolari. Le danze sono caratterizzate da movimenti lenti, circolari, che pongono maggiore enfasi sulle quattro direzioni cardinali e fanno uso di ventagli e campanelle, con scopi propiziatori per chi vi assiste.
- Izumo-ryū kagura (出雲リュ神楽? lett. "kagura nello stile di Izumo"): Si tratta della tipologia più popolare, nonché maggiormente spettacolare per la commistione con generi teatrali come il Nō (能?) o il Kyōgen (狂言?). Lo scopo del rito è sostituire la stuoia di paglia del tempio con una nuova, e si tiene annualmente ogni 24-25 settembre. Nella sua parte ludica, vengono eseguiti altri riti: lo shichiza shinji (七座神事? lett. "rito delle sette sedie"), una successione di danze torimono (con uso di oggetti usati come 'amuleti') che usano sette oggetti diversi; lo shiki sanban (式三番?), una danza molto antica comune anche ad altre tradizioni artistiche e dal valore propiziatorio; il Nachi no Dengaku, uno spettacolo Nō religioso, iscritto dall'UNESCO nel 2011 nell'elenco dei Patrimoni orali e immateriali dell'umanità.
- Ise-ryū kagura (伊勢リュ神楽? lett. "kagura nello stile di Ise"): Questo kagura viene di norma eseguito in onore dei pellegrini che giungono al santuario, e si focalizza sul rito dello yudate (湯立?): viene fatto bollire un ampio calderone d'acqua su un altare e il momento della bollitura è accompagnato da danze e musiche per incoraggiare la divinità a scendere sull'acqua sacra, dopodiché un funzionario religioso (o talvolta una miko) vi immerge un ramo di sasa (笹? lett. "bambù nano") e infine asperge con l'acqua le quattro direzioni cardinali e tutti gli astanti a scopo purificativo.
- Shishi kagura (獅子神楽? lett. "kagura del leone"): Eseguito con maschere di leone cinese. Nello shishi kagura è convinzione che la divinità risieda nella maschera, e il ruolo dell'officiante che la indossa sia quello di dare vita alla maschera e farla danzare per allontanare le influenze negative. Vi sono due tipi di shishi kagura: lo yamabushi kagura (山伏神楽?), eseguito dagli asceti delle montagne e il daikagura (太神楽?), eseguito nel santuario di Ise, caratterizzato da movimenti molto acrobatici ed enfatici.

## La danza
Un rito kagura si compone principalmente di tre parti: 
1. Una prima parte esclusivamente rituale (kami oroshi (神降ろし?)), in cui si predispongono tutte le condizioni necessarie alla manifestazione della divinità. Rientrano in questa parte le cerimonie di purificazione del luogo (za (座?)) in cui la divinità risiederà temporaneamente (kamiza (神座?)), e davanti al quale si terranno le danze.
2. Una seconda parte di puro spettacolo (kami asobi (神遊び?)), che ha inizio quando la divinità è stata invocata e ha preso possesso del luogo, e il cui fine è di intrattenerla e divertirla. A questo proposito, viene messo in atto qualsiasi tipo di esibizione ritenuta appropriata per allietare la divinità, e con essa il pubblico. 
3. Una terza parte alla fine dello spettacolo (kami agari (神上がり?)), durante la quale si congeda la divinità con canti o danze specifiche.